# Ateuchus scrupulosus
Ateuchus scrupulosus là một loài bọ cánh cứng trong họ Bọ hung (Scarabaeidae).